# يوسف محمود
يوسف محمود هو دبلوماسي تونسي، ولد في 7 أغسطس 1947.